# Hideki Okajima

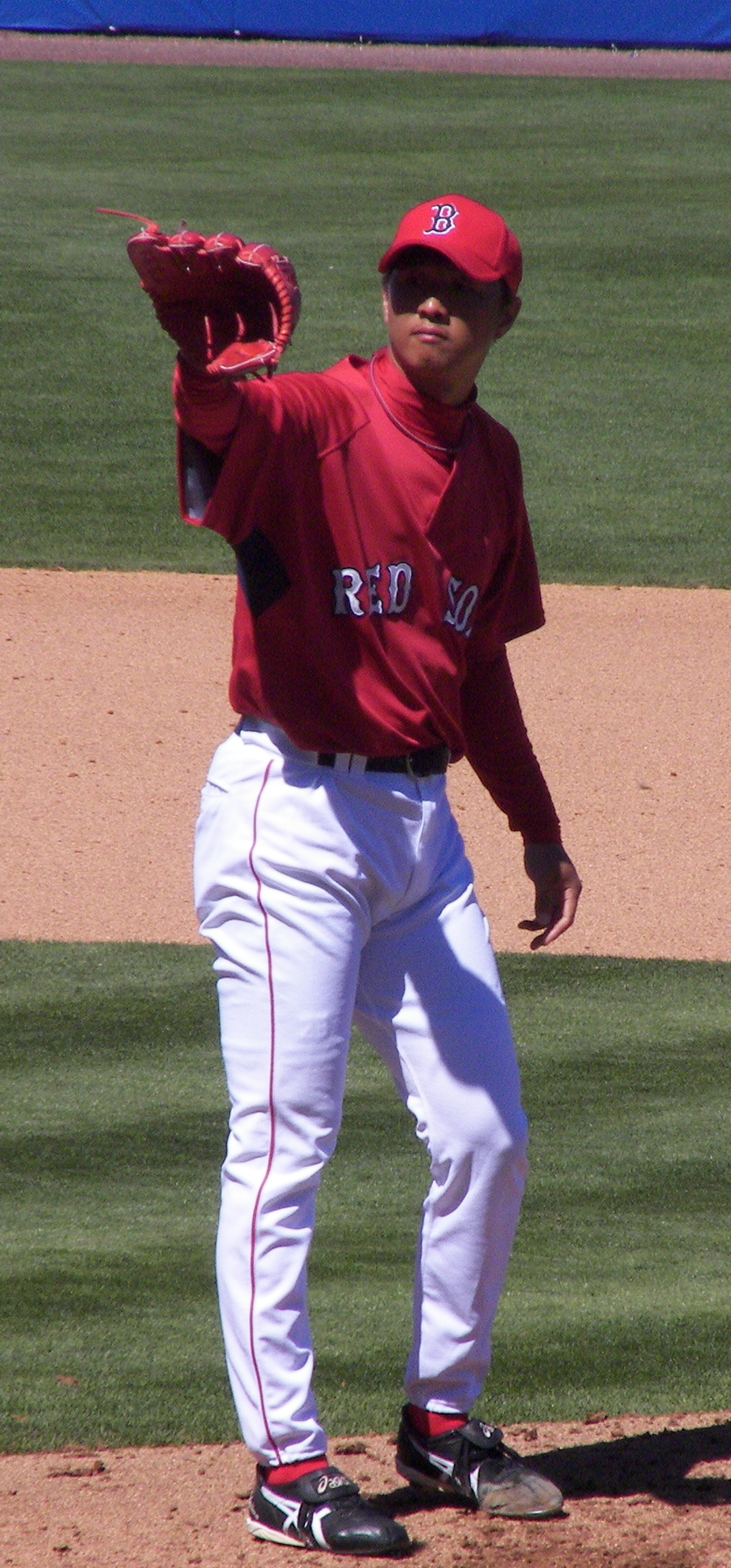
Hideki Okajima

Hideki Okajima (岡島 秀樹, Okajima Hideki) (Kyoto, 25 de dezembro de 1975) é um jogador japonês de beisebol. É arremessador reserva canhoto. Na Nippon Professional Baseball, começou no Yomiuri Giants, onde jogou de 1994 a 2005. Em 2006, foi campeão da Série do Japão com o Nippon Ham Fighters. Após aquela temporada, Okajima tornou-se agente livre e se transferiu para o Boston Red Sox. Na temporada de 2007 da Major League Baseball, foi uma importante figura no bullpen do Red Sox, sendo o homem de setup de Jonathan Papelbon. Foi dispensado do time de Boston em 2011 e então retornou ao Japão.

## Estatísticas
- Vitórias-Derrotas: 17-8;
- Earned Run Average: 3.11;
- Saves: 41;